# Haralambos Katsimitros
Haralambos Katsimitros, grški general, * 1886, † 1962.